# Oreye
Oreye (in olandese Oerle) è un comune belga di 3 464 abitanti, situato nella provincia vallona di Liegi.